# Utterslev Sogn (Lolland Kommune)

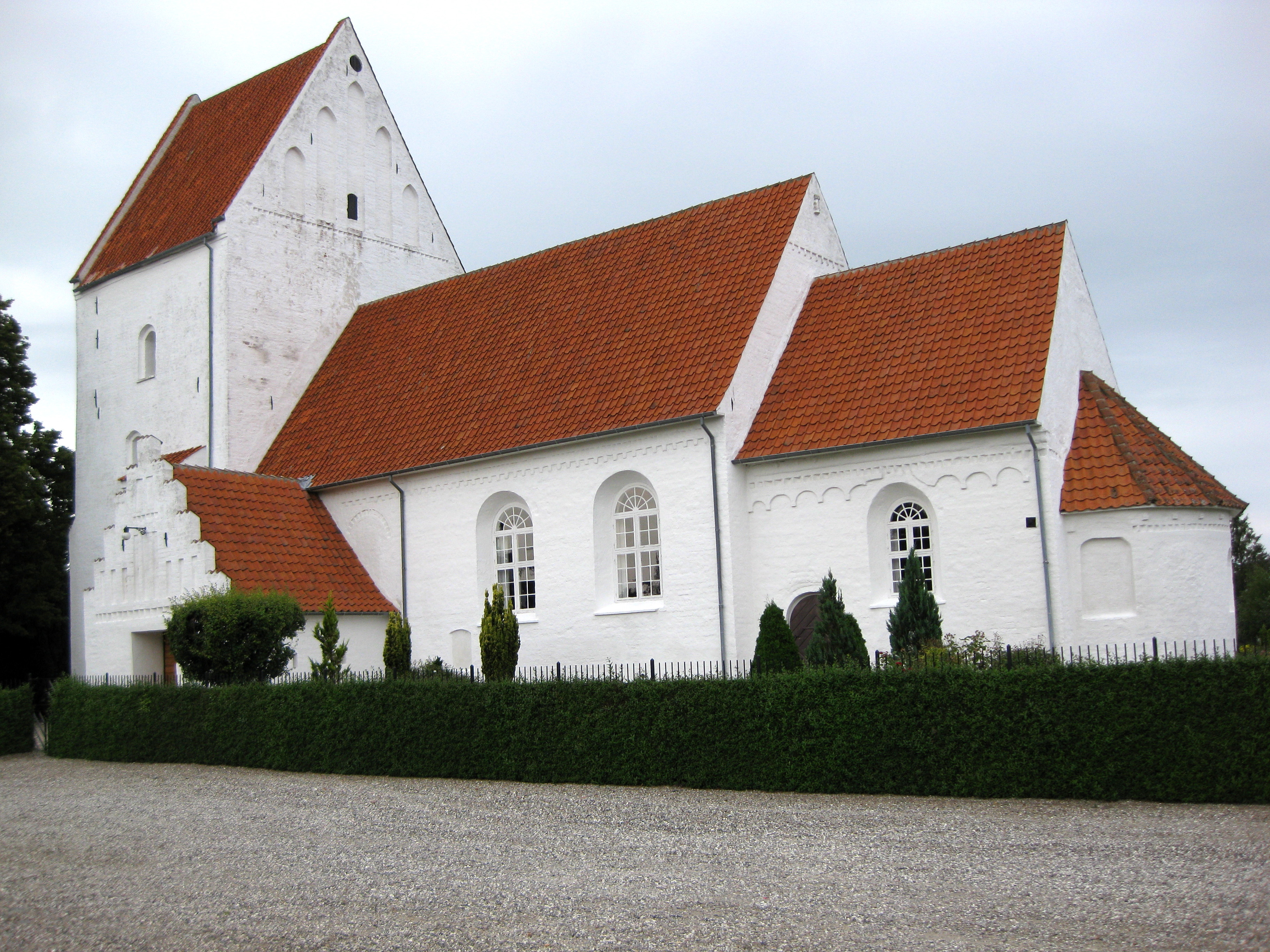
Utterslev Kirke

Utterslev Sogn ist eine ehemalige Kirchspielsgemeinde (dän.: Sogn) auf der Insel Lolland im südlichen Dänemark. Bis 1970 gehörte sie zur Harde Lollands Nørre Herred im damaligen Maribo Amt, danach zur Ravnsborg Kommune im Storstrøms Amt, die im Zuge der  Kommunalreform zum 1. Januar 2007 in der Lolland Kommune in der Region Sjælland aufgegangen ist.
Am 1. August 2016 gingen Herredskirke Sogn, Løjtofte Sogn und Utterslev Sogn im Utterslev-Herredskirke-Løjtofte Sogn auf. Das bezieht sich nur auf die kirchlichen Belange. In ihrer Eigenschaft als Matrikelsogne, also als Grundbuchbezirke der Katasterbehörde Geodatastyrelsen, wirken sich seit Abschaffung der Hardenstruktur 1970 solche Änderungen nicht mehr aus.
Im Kirchspiel lebten am 1. Juli 2016 504 Einwohner, am 1. Januar 2023 0 im Kirchdorf. Im Kirchspiel liegt die Kirche „Utterslev Kirke“.
Nachbargemeinden waren im Westen Vindeby Sogn, im Süden Løjtofte Sogn und im Osten Horslunde Sogn. Im östlich benachbarten Horslunde Sogn befindet sich eine Exklave des Utterslev-Herredskirke-Løjtofte Sogn.